# الشبكة الجهوية السريعة في إيل دو فرانس

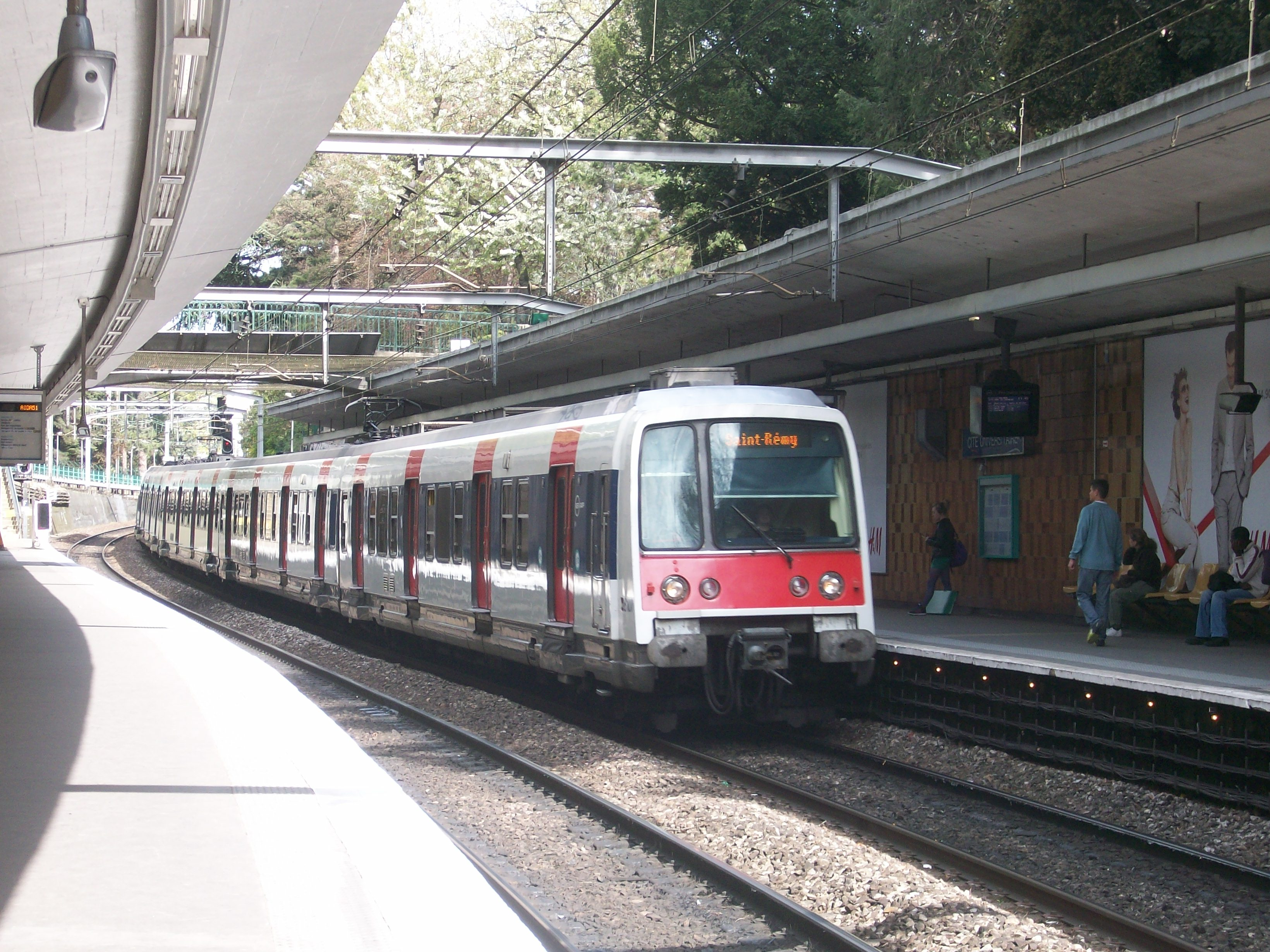
قطار أم إي 79 تابع للRATP.

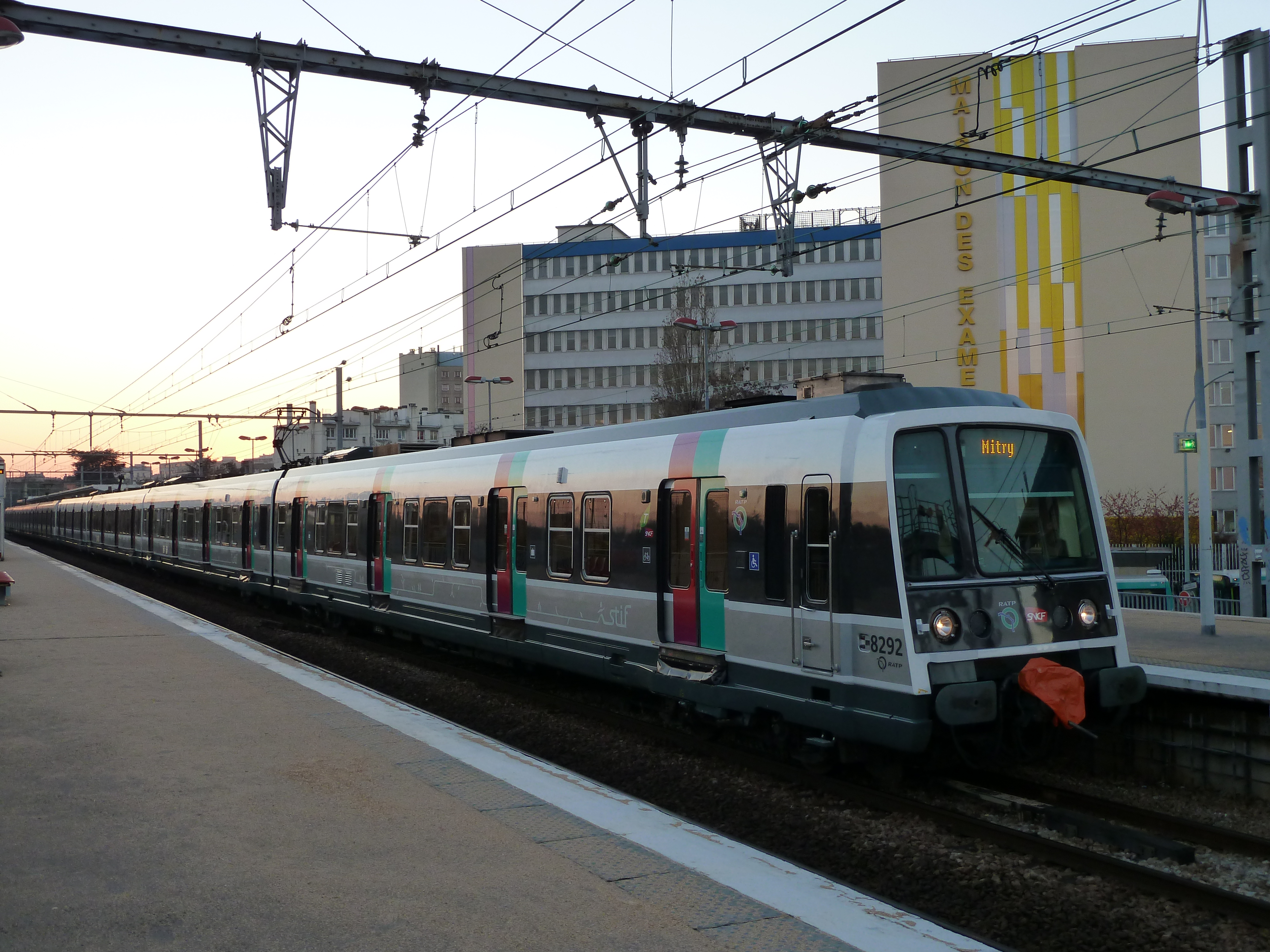
قطار أم إي 79 المجدد في ديسمبر 2010.

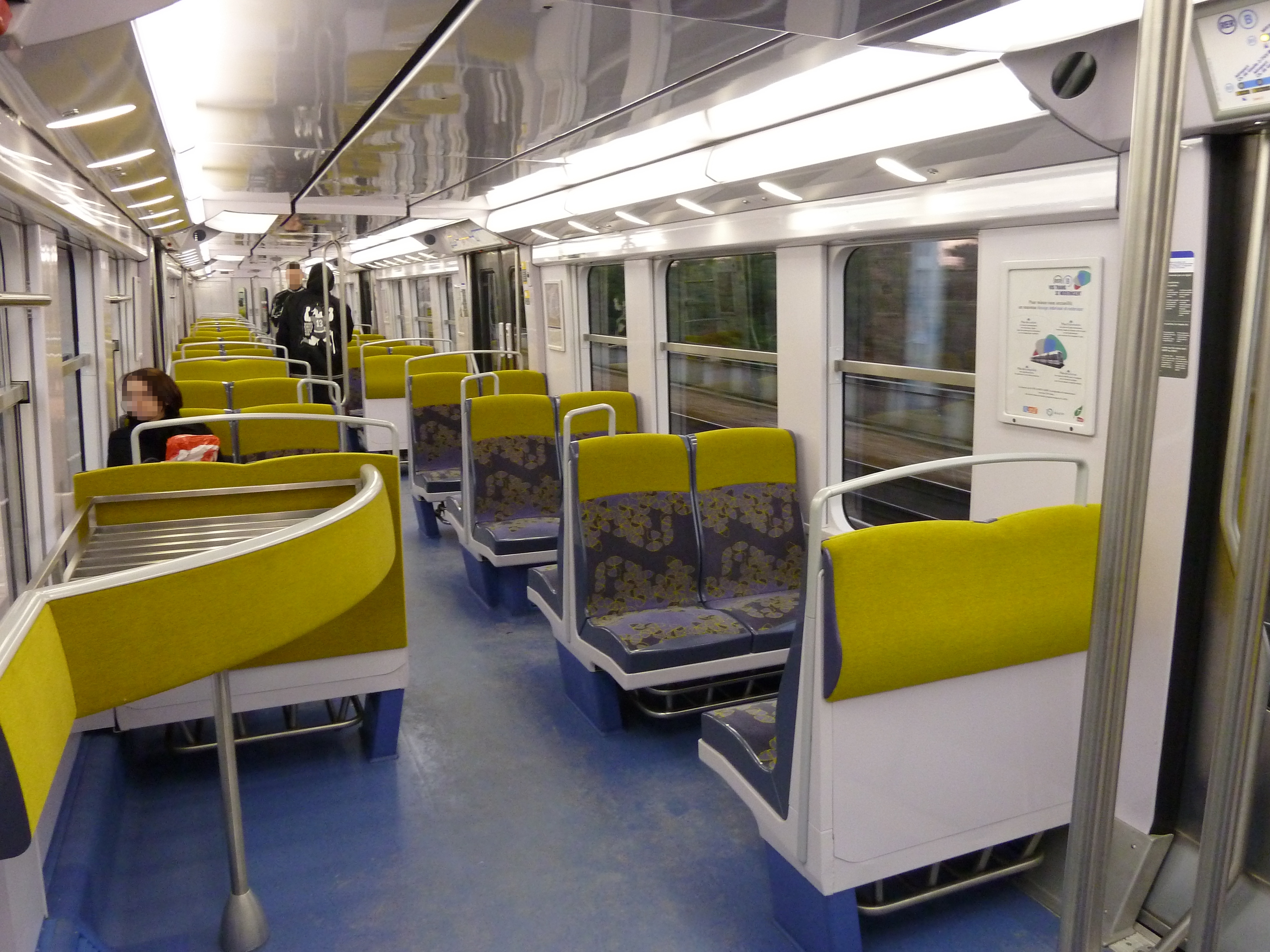
قطار أم إي 79 المجدد في ديسمبر 2010 من الداخل.

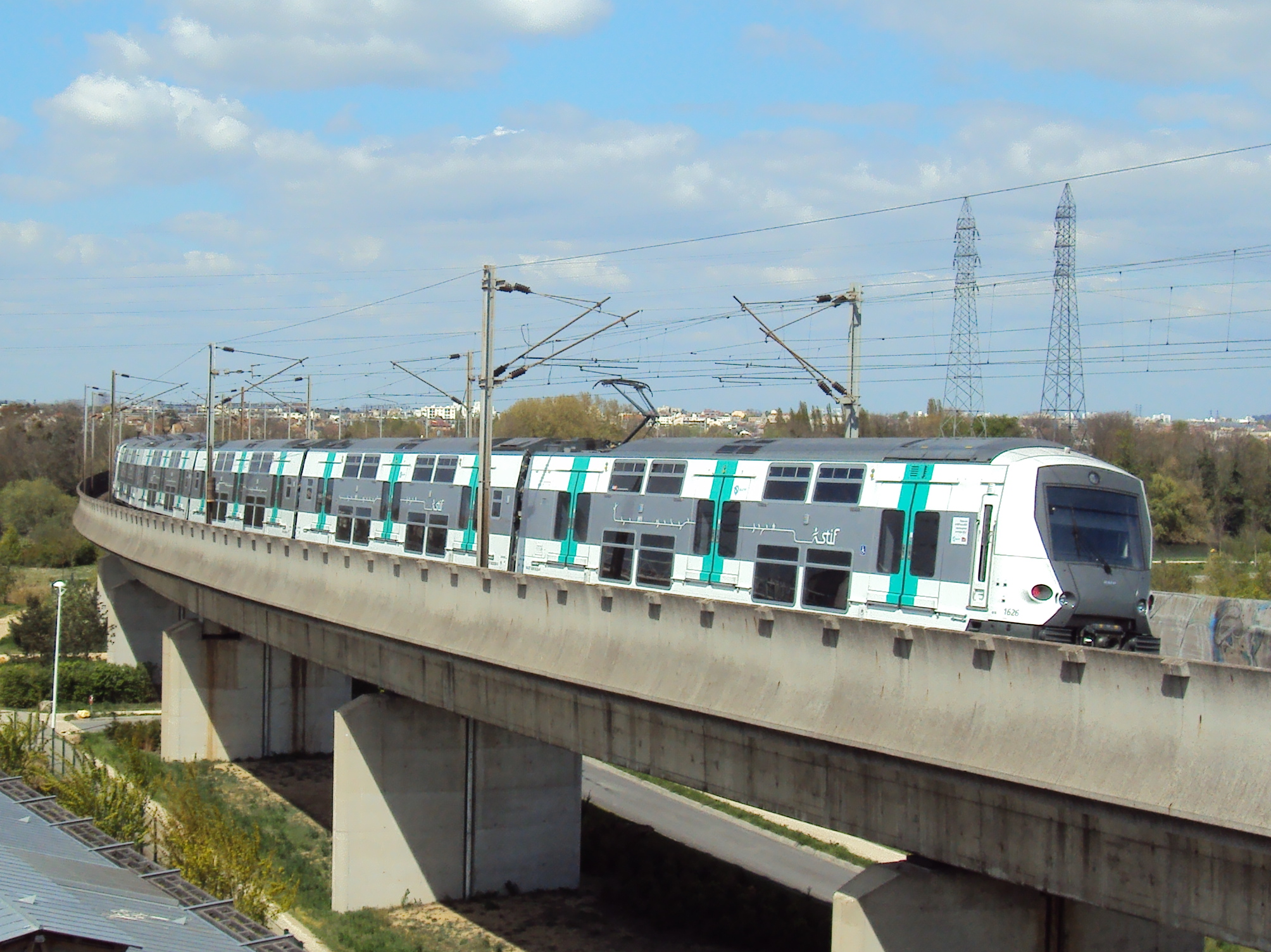
قطار أم إي 09 المجدد.

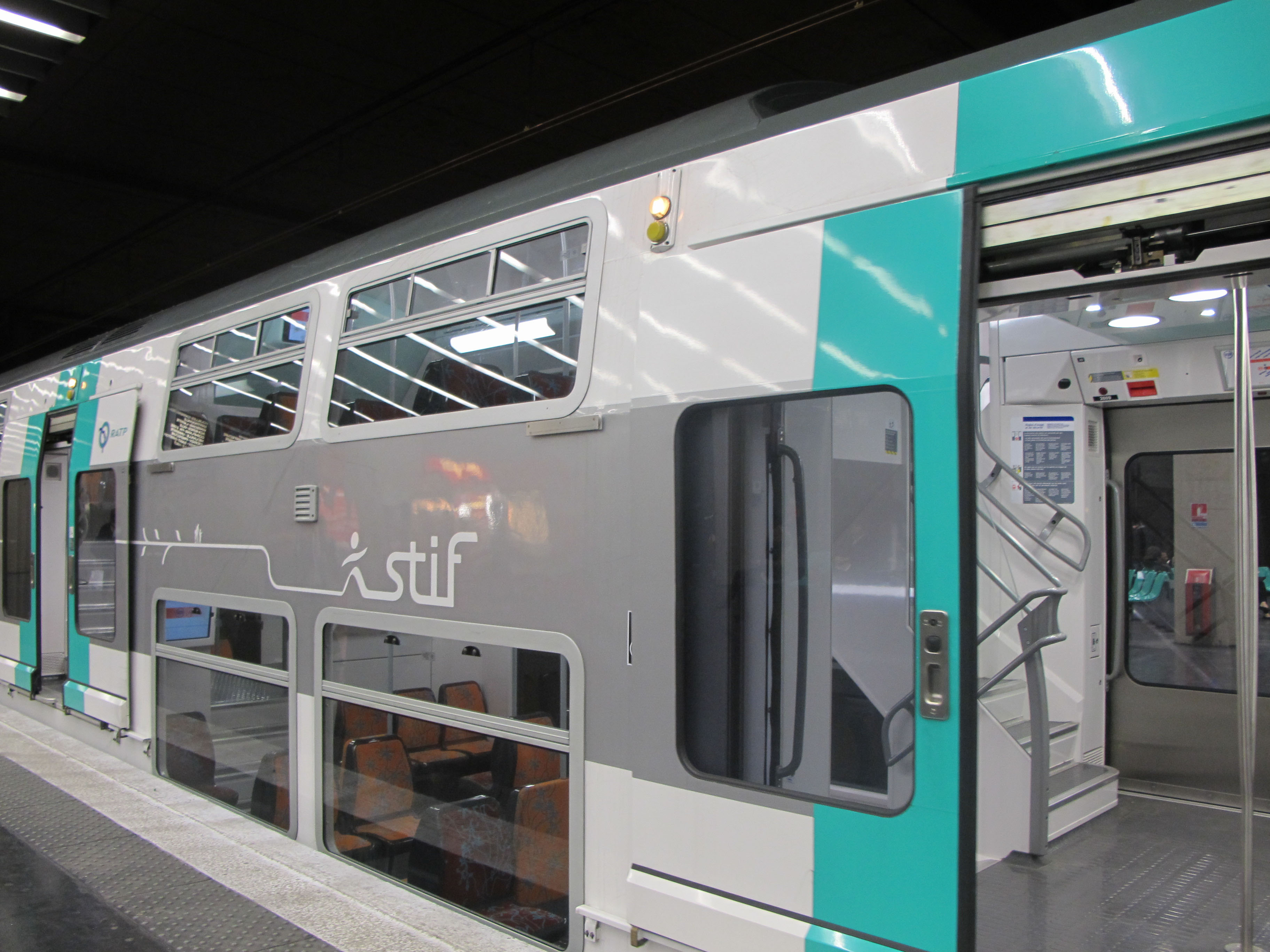
قطار أم إي 09 المجدد للخط A.

الشبكة الجهوية السريعة في إيل دو فرانس (بالفرنسية: Réseau express régional d'Île-de-France أو اختصارا RER) هو شبكة حديدية جهوية سريعة فرنسية، تخدم العاصمة باريس وضواحيها القريبة والبعيدة. جزء منها ينتمي إلى شبكة ترانسيليان. تتكون الشبكة من 5 خطوط و257 محطة بطول 587 كم منهم 76.5 كم تحت الأرض كلهم تحت باريس العاصمة فقط. يستقله يوميا 2.7 مليون مسافر. مالكي الشبكة هما الهيئة الذاتية للنقل في باريس والشبكة الحديدية لفرنسا بينما عملائه (مشغليه) هما الهيئة الذاتية للنقل في باريس (RATP) والشركة الوطنية للسكك الحديدية (SNCF).

الجزء الرئيسي المركزي لخطوط الشبكة في باريس هو ثمرة لمجهود كبير مادي وجسدي بين 1962 و1977 التاريخ الرسمي لافتتاح الشبكة. يملك الRER محطات أكبر، أوسع وأطول من محطات مترو باريس.

## الشبكة الحالية

### خمسة خطوط
| الخط | سنة الافتتاح | عدد المحطات (2006) | الطول بالكم (2006) | المسافة المتوسطة بين كل محطتين بالمتر | المشغل (العميل) | عدد القطارات يوميا (2006) | عدد المسافرين يوميا (2006) | الأدوات المتنقلة المستعملة (2012)     |
| ---- | ------------ | ------------------ | ------------------ | ------------------------------------- | --------------- | ------------------------- | -------------------------- | ------------------------------------- |
|      | 1969         | 46                 | 108                | 359 2                                 | RATP/SNCF       | 580                       | 000 000 1                  | أم أس 61-أم إي 84-أم إي 2 أن-أم إي 09 |
|      | 1977         | 47                 | 80                 | 702 1                                 | RATP/SNCF       | 540                       | 000 600                    | أم إي 79-أم إي 84                     |
|      | 1979         | 84                 | 187                | 158 2                                 | SNCF            | 570                       | 000 455                    | زاد 20500 وأحيانا زاد 5300 وزاد 5600  |
|      | 1987         | 59*                | 197*               | 700 2                                 | SNCF            | 440                       | 000 550                    | زاد 5600-زاد 8800-زاد 20500-زاد 20900 |
|      | 1999         | 21                 | 56                 | 490 2                                 | SNCF            | 430                       | 000 210                    | زاد 22500                             |

## مقالات ذات صلة
- النقل العام في إيل دو فرانس
- ترانسيليان
- مترو باريس
- الهيئة الذاتية للنقل في باريس
- الشركة الوطنية للسكك الحديدية
- نقابة النقل في إيل دو فرانس

## روابط خارجية
- الموقع الرسمي للRATP.
- الموقع الرسمي لترانسيليان SNCF.